# 柏架山吊車
柏架山吊車（或稱柏架山纜車）（英語：Mount Parker Cable Car，1892年－1932年）是香港一個已經拆卸的吊車系統，僅運行了40年，來往香港島東部的柏架山和鰂魚涌。

## 歷史
柏架山吊車於1892年修建，原本是英商太古洋行為其職員提供的交通工具，作接載職員往返柏架山上的宿舍和山下的太古企業之用。在非繁忙時段，吊車也會接載遊人和附近居民。吊車起點在祐民街（位於現在的過海隧道巴士116線巴士總站附近），終點站是柏架山上的大風坳，有2架可坐6人的吊車雙向行駛。

## 記載
有書曾記載，清朝時有一人士坐過吊車遊覽，大為驚嘆並賦詩以記其感受，可見當時的吊車是新鮮事物。後因使用率低而停用，其歷史只有40年。
清朝光緒年間，畫家吳友如曾將柏架山吊車畫進其畫內，並稱之為「銅鑼飛棧」（可能誤認此處為銅鑼灣），他寫道﹕「振衣直上者恆苦跋履不易，乃太古糖局竟建屋於其上......於是製成一桶，可容五六人。其上也如匹練之升空，其下也燭之武之見秦師。錘而出之，上下自如，不費足力，人感嘆其法之巧」。

## 外部連結
- 柏架山藏香港第一吊車 （页面存档备份，存于） 明報 2018/12/11
- 港故事： 退休督察組保育隊　 重塑百年太古索道 （页面存档备份，存于） 蘋果日報 2019/06/08